# Rafael Guijosa Castillo
Rafael Guijosa Castillo   (Alcalá de Henares, 31 de gener de 1969), conegut com a Rafa Guijosa, és un jugador d'handbol espanyol, ja retirat, guanyador de dues medalles olímpiques. Actualment exerceix d'entrenador.
L'any 1999 fou escollit millor jugador del món per la Federació Internacional d'Handbol (FIH).

## Biografia
Va néixer el 31 de gener de 1969 a la ciutat d'Alcalá de Henares.

## Carrera esportiva

### Trajectòria individual
Inicià la seva trajectòria amb el FC Barcelona, amb el qual aconseguí guanyar:
- 9 Lligues ASOBAL: 1988-1989, 1989-1990, 1990-1991, 1991-1992, 1995-1996, 1996-1997,1997-1998, 1998-1999 i 1999-2000.
- 6 Copes del Rei: 1989-1990,1992-1993, 1993-1994, 1996-1997, 1997-1998 i 1999-2000.
- 9 Supercopes d'Espanya: 1988-1989, 1989-1990, 1990-1991,1991-1992, 1993-1994, 1996-1997, 1997-1998, 1999-2000 i 2000-2001.
- 5 Copes ASOBAL: 1994-1995, 1995-1996, 1999-2000, 2000-2001 i 2001-2002.
- 5 Copes d'Europa: 1995-1996, 1996-1997, 1997-1998,1998-1999 i 1999-2000.
- 2 Recopes d'Europa: 1993-1994 i 1994-1995.
- 1 Copa EHF: 2002-2003.
- 4 Supercopes d'Europa: 1997, 1998, 1999 i 2000.
- 5 Lliga dels Pirineus: 1997, 1998, 1999, 2000 i 2001.
- 11 Lligues catalanes: 1990-1991, 1991-1992, 1992-1993, 1993-1994, 1994-1995, 1996-1997, 1997-1998, 1998-1999, 1999-2000, 2000-2001 i 2001-2002.

### Trajectòria amb la selecció
Va participar, als 27 anys, en els Jocs Olímpics d'Estiu de 1996 realitzats a Atlanta (Estats Units), on va aconseguir guanyar la medalla de bronze en la competició olímpica d'handbol masculina, un metall que aconseguí repetir en els Jocs Olímpics d'Estiu de 2000 realitzats a Sydney (Austràlia).
Al llarg de la seva carrera ha aconseguit dues medalles en el Campionat d'Europa d'handbol.

### Trajectòria com a entrenador
L'any 2003 inicià la seva etapa d'entrenador amb el Club Balonmano Alcobendas de la Divisió B, aconseguint al final d'aquella temporada l'ascens a la Lliga ASOBAL. Si bé a final de la temporada següent el seu equip tornà a baixar, la temporada 2007/2008 tornà a aconseguir l'ascens.